# Plymouth Sapporo
Der Plymouth Sapporo war ein von 1977 bis 1983 in den USA verkauftes Stufenheck-Coupé mit Hinterradantrieb und eine Variante des Mitsubishi Sapporo; das von Dodge angebotene baugleiche Parallelmodell trug den Namen Dodge Challenger.

## Übersicht
Der Mitsubishi Sapporo wurde in Nordamerika unter den Markennamen Plymouth bzw. Dodge vermarktet, da Mitsubishi zu jener Zeit noch nicht in Eigenregie Autos dorthin exportierte und geschäftlich mit dem Chrysler-Konzern verbunden war.
Der Sapporo erschien im Oktober 1977 in einer Ausstattungsvariante, angetrieben von Mitsubishi-Vierzylindermotoren mit Ausgleichswellen von 1,6 oder 2,6 Liter Hubraum. Serie war ein Fünfgang-Schaltgetriebe, eine Dreigang-Automatik war gegen Aufpreis zu haben.
1980 entfiel der kleinere Vierzylinder, der 2,6-Liter-Motor blieb unverändert im Angebot.
Zum Modelljahr 1981 erfuhr der Sapporo ein leichtes Facelift, in dessen Zug der vormalige Chromschmuck weitgehend verschwand und das Heck etwas höher gestaltet wurde.

Genaue Verkaufszahlen sind nicht bekannt; Plymouth verkaufte vom Sapporo 1977 bis 1980 etwa 36.800 Exemplare, Sapporo und Challenger kamen in sechs Jahren gemeinsam auf rund 158.000 Stück.

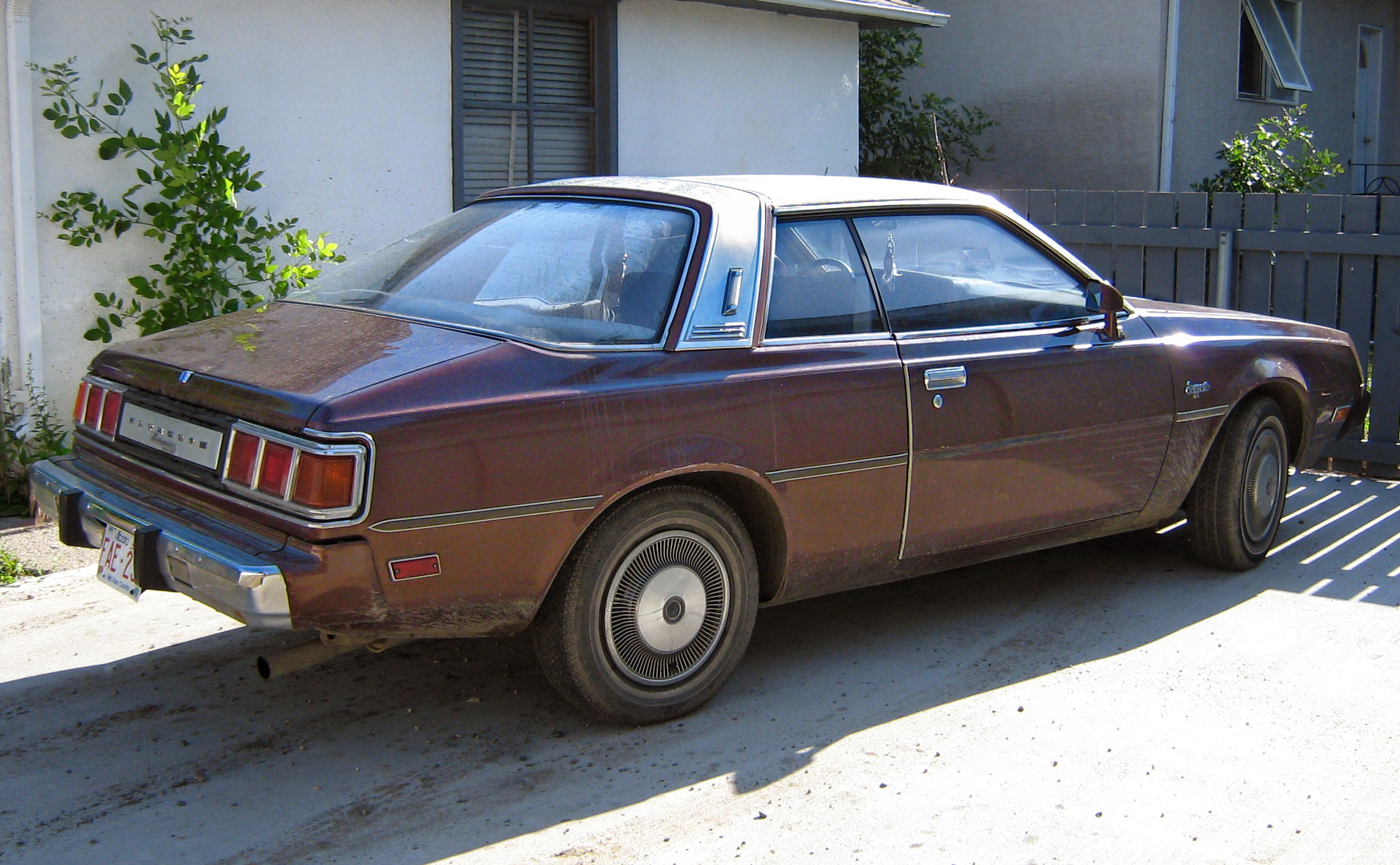
Heckansicht
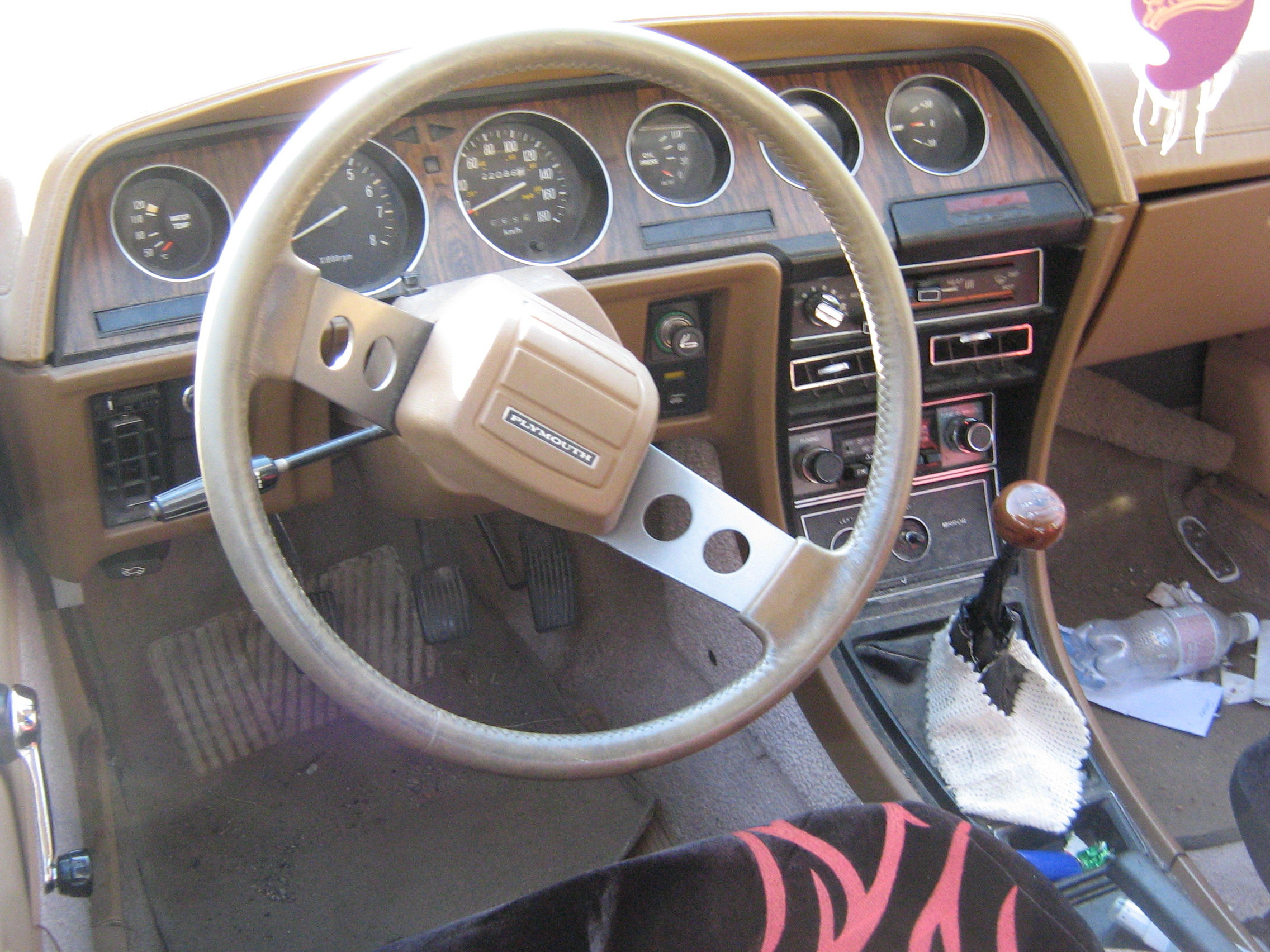
Innenraum

## Quelle
- Mike Covello: Standard Catalog of Imported Cars 1946–2002. Krause Publications, Iola 2002. ISBN 0-87341-605-8